# Ugo Eteriano
Ugo Eteriano (Pisa, 1115 – Costantinopoli, 1182) è stato un teologo italiano.
Fu consigliere latino alla corte di Manuele Comneno (1143-1180). Eteriano scrisse un trattato contro i Bogomili, Adversus Patherenos;  la sua opera De haeresibus quas Graeci in Latinos devolvunt, sive quod Spiritus Sanctus ex utroque Patre et Filio procedit (nota anche come Adversus Graecos o De sancto et immortali Deo) scritta a Costantinopoli nel 1176 contiene "la testimonianza più antica di una lettura diretta della Metafisica di Aristotele in area latina dai tempi di Boezio":
(Ugo Eteriano, De sancto et immortali Deo, II, 1, 275B)
Il passo citato si trova nel primo libro (A, 983a9-10): «ὃ τε γάρ θεὸς δοκεῖ τῶν αἰτίων πᾶσιν εἶναι καὶ ἀρχή τις».